# McNabb (Illinois)
McNabb é uma vila localizada no estado americano de Illinois, no Condado de Putnam.

## Demografia
Segundo o censo americano de 2000, a sua população era de 310 habitantes.
Em 2006, foi estimada uma população de 283, um decréscimo de 27 (-8.7%).

## Geografia
De acordo com o United States Census Bureau tem uma área de
0,5 km², dos quais 0,5 km² cobertos por terra e 0,0 km² cobertos por água. McNabb localiza-se a aproximadamente 209 m acima do nível do mar.

## Localidades na vizinhança
O diagrama seguinte representa as localidades num raio de 12 km ao redor de McNabb.